# Мъже (статуя)
Мъжете (на арменски: Տղամարդիկ) е статуйна група, разположена в град Ереван, Армения. Творбата представлява четирима мъже, които вървят върху основа, представляваща кинематографична филмова лента („Мужчины“, в който участват и четиримата).
Скулптурната композиция е създадена през 2007 г. от Давид Минасян. Идеята за паметника и инициативата за изграждането му принадлежи на Давид и Тигран Кеосаян – синовете на режисьора Едмонд Кеосаян.
Произведението е в памет на едноименния филм (на арменски: Tghamardik (Տղամարդիկ), 1972) на Едмонд Кеосаян. Четиримата мъже в скулптурата са актьорите във филма: Мхер Мкртчян, Аветик Геворгян, Армен Айвазян и Азат Шеренц.

## Галерия
- Друг поглед
- Аветик Геворгян
- Фрунзик Мкртчян
- Армен Айвазян
- Азат Шеренц